# Celebrity Skin (singolo)
Celebrity Skin è un singolo del gruppo musicale alternative rock statunitense Hole, pubblicato il 1º settembre 1998 come primo estratto dall'album omonimo.

## Descrizione
Il brano è stato scritto dalla leader del gruppo Courtney Love, dal chitarrista Eric Erlandson e da Billy Corgan (The Smashing Pumpkins).
Secondo la Love Billy Corgan ha scritto il riff principale di chitarra durante le sessioni di registrazione di Celebrity Skin.
Il brano è stato il maggiore successo commerciale del gruppo classificandosi al primo posto nella classifica Alternative Airplay negli Stati Uniti e il 19º posto nella classifica UK Singles Chart nel Regno Unito del 1998.
Ha anche ricevuto due nomination ai Grammy Awards come migliore canzone rock e come migliore performance vocale rock.

## Video musicale
Il video musicale del brano è stato diretto da Nancy Bardawil.
Il video mostra la band che esegue il brano su un palcoscenico. Ci sono diverse inquadrature in primo piano di Courtney Love e di Melissa Auf der Maur distese sul lettino da analista. Compare anche Samantha Maloney alla batteria al posto di Patty Schemel, ancora membro della band in quel periodo, informata del video solo dopo che questo fu girato. Il video fu girato in bianco e nero ed in seguito colorato in post-produzione.

## Tracce
CD singolo UK - Europa
1. Celebrity Skin – 2:47
2. Best Sunday Dress – 4:26
3. Dying (original demo) – 3:08

Disco 7" UK
1. Celebrity Skin – 2:47
2. Best Sunday Dress – 4:26

## Classifiche
| Classifica (1998)                 | Massima posizione |
| --------------------------------- | ----------------- |
| Australia (ARIA Charts)           | 24                |
| Canada (RPM)                      | 1                 |
| Stati Uniti (Alternative Airplay) | 1                 |
| Stati Uniti (Billboard HOT 100)   | 85                |
| Regno Unito                       | 19                |

## Formazione
Hanno partecipato alle registrazioni, secondo le note dell'album:
- Courtney Love – voce, chitarra
- Eric Erlandson – chitarra
- Melissa Auf der Maur – basso, cori
- Patty Schemel – batteria

## Uso del brano in altri media
- Nel 1999 la canzone comparve in sottofondo in una pubblicità televisiva della casa automobilistica italiana Alfa Romeo.[11]